# Conescharellina cognata
Conescharellina cognata är en mossdjursart som beskrevs av Bock och Cook 2004. Conescharellina cognata ingår i släktet Conescharellina och familjen Biporidae.
Artens utbredningsområde är havet kring Nya Zeeland. Inga underarter finns listade i Catalogue of Life.